# Alex Schwazer
Alex Schwazer (ur. 26 grudnia 1984 w Vipiteno) – włoski lekkoatleta, chodziarz, złoty medalista olimpijski z Pekinu, 2-krotny medalista mistrzostw świata. Wielokrotny mistrz i rekordzista kraju na różnych dystansach.
Został wykluczony z Letnich Igrzysk Olimpijskich 2012 z powodu dopingu, po czym ogłosił zakończenie kariery. W kwietniu 2013 został zdyskwalifikowany na trzy i pół roku (do 30 czerwca 2016). W 2014 na skutek nieprawidłowości w paszporcie biologicznym zwycięzcy chodu podczas mistrzostw Europy 2010 – Rosjanina Stanisława Jemieljanowa Schwazer został przesunięty na 1. miejsce.

## Sukcesy
| Rok  | Zawody                            | Miasto     | Miejsce | Konkurencja   | Czas    |
| ---- | --------------------------------- | ---------- | ------- | ------------- | ------- |
| 2005 | Mistrzostwa Świata                | Helsinki   | 3.      | Chód na 50 km | 3:41:54 |
| 2007 | Mistrzostwa Świata                | Osaka      | 3.      | Chód na 50 km | 3:44:38 |
| 2008 | Puchar Świata w chodzie sportowym | Czeboksary | 3.      | Chód na 50 km | 3:37:04 |
| 2008 | Igrzyska olimpijskie              | Pekin      | 1.      | Chód na 50 km | 3:37:09 |
| 2010 | Mistrzostwa Europy                | Barcelona  | 1.      | Chód na 20 km | 1:20:38 |

## Rekordy życiowe
- Chód na 20 kilometrów – 1:17:30 (2012) rekord Włoch
- Chód na 35 kilometrów – 2:26:16 (2010) rekord Włoch
- Chód na 50 kilometrów – 3:36:04 (2007) rekord Włoch